# Cucina bolognese

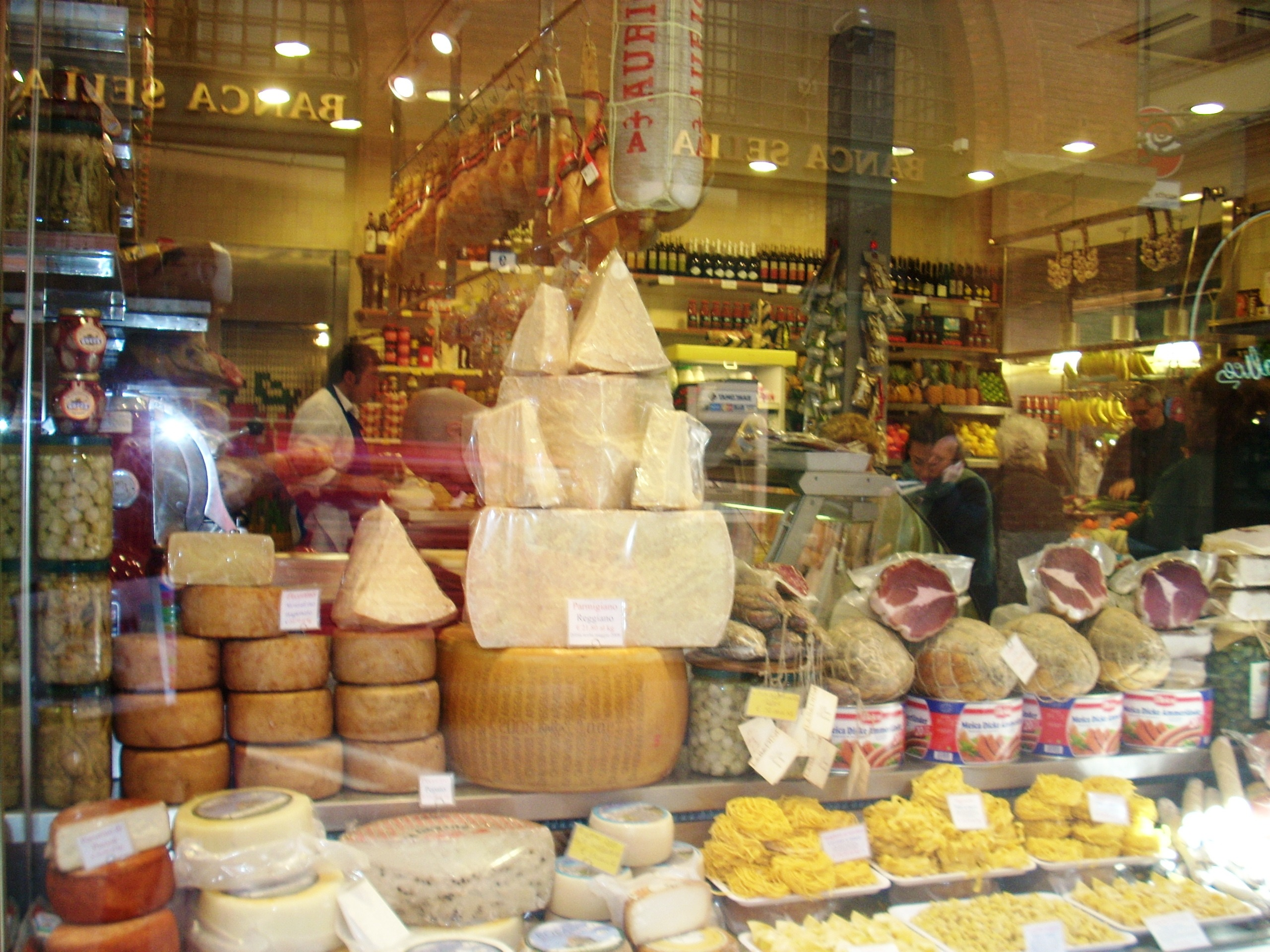
Una vetrina di specialità gastronomiche a Bologna

La cucina bolognese è l'espressione dell'arte culinaria del territorio bolognese. Nella cultura popolare la città di Bologna è conosciuta anche come Bologna la grassa, perché la cucina ha da sempre una forte tradizione nelle abitudini locali.

Le numerose ricette di origine bolognese, diffuse in tutto il mondo come eccellenze della cucina italiana (ad esempio il ragù), unite al fatto che in città proliferano le attività commerciali collegate al cibo, hanno spesso condotto la stampa a definire Bologna come "la città del cibo".

## Storia
(Pellegrino Artusi, La scienza in cucina e l'arte di mangiar bene, 1895)

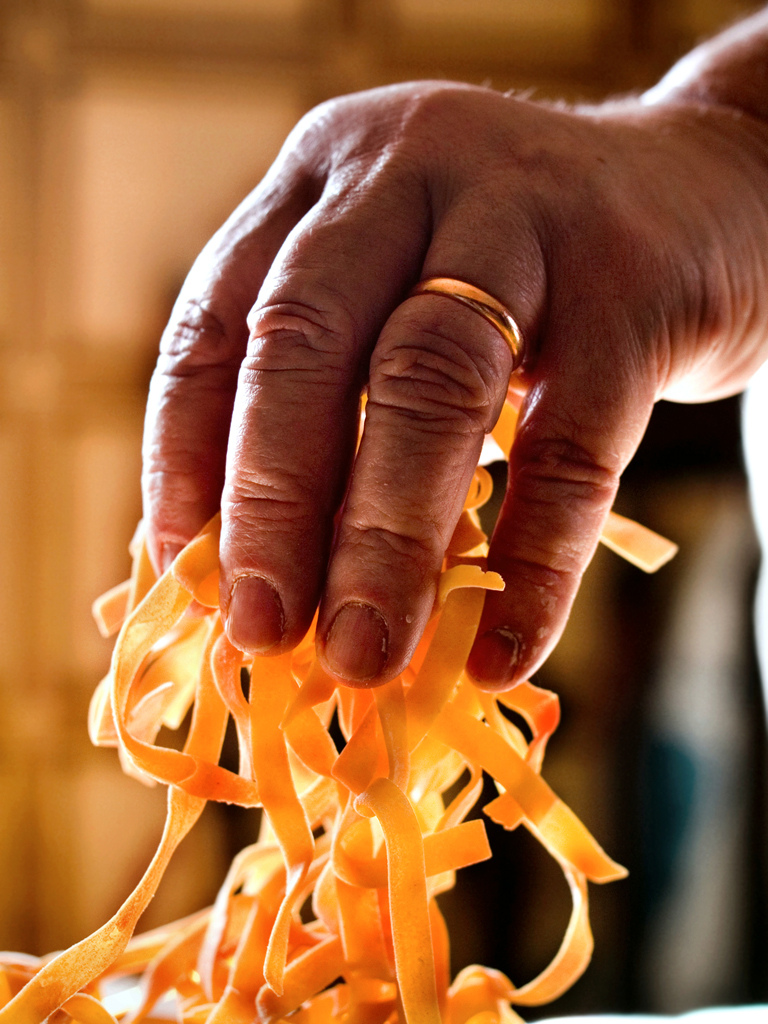
Tagliatelle appena fatte

La fama internazionale della cucina bolognese risale al Medioevo: erano presenti in città potenti famiglie signorili, presso le cui corti servivano i cuochi più celebrati, come Giulio Cesare Tirelli e Bartolomeo Stefani.
Ma la tradizione gastronomica di Bologna è strettamente legata all'Università: la mescolanza di numerosissimi studenti e professori di nazionalità diverse arricchì la cultura gastronomica, e rese necessaria una buona organizzazione dell'approvvigionamento alimentare. Nel trecento si contavano in città ben 150 osterie e 50 alberghi, che venivano riforniti dalle fertili campagne circostanti ma anche da lontano, per vie d'acqua (tramite i canali della città, che erano collegati al Po e di qui al mare).

La cucina bolognese (così come la cucina emiliana in genere) è nota per la sua varietà ed opulenza: i piatti tipici sono a base di carne (in particolare maiale), pasta all'uovo e latticini. Similmente alle cucine dell'Europa continentale, e a differenza di quelle mediterranee, nella cucina emiliana e bolognese abbondano i grassi animali come lo strutto e il burro.
Sono particolarmente famosi e saporiti: la mortadella, i tortellini, le lasagne, il ragù (tipicamente usato per condire le tagliatelle), la zuppa inglese.

## Antipasti
- affettati misti (soprattutto mortadella, prosciutto crudo, salame)
- crescentine
- tigelle
- ciccioli emiliani

## Primi piatti

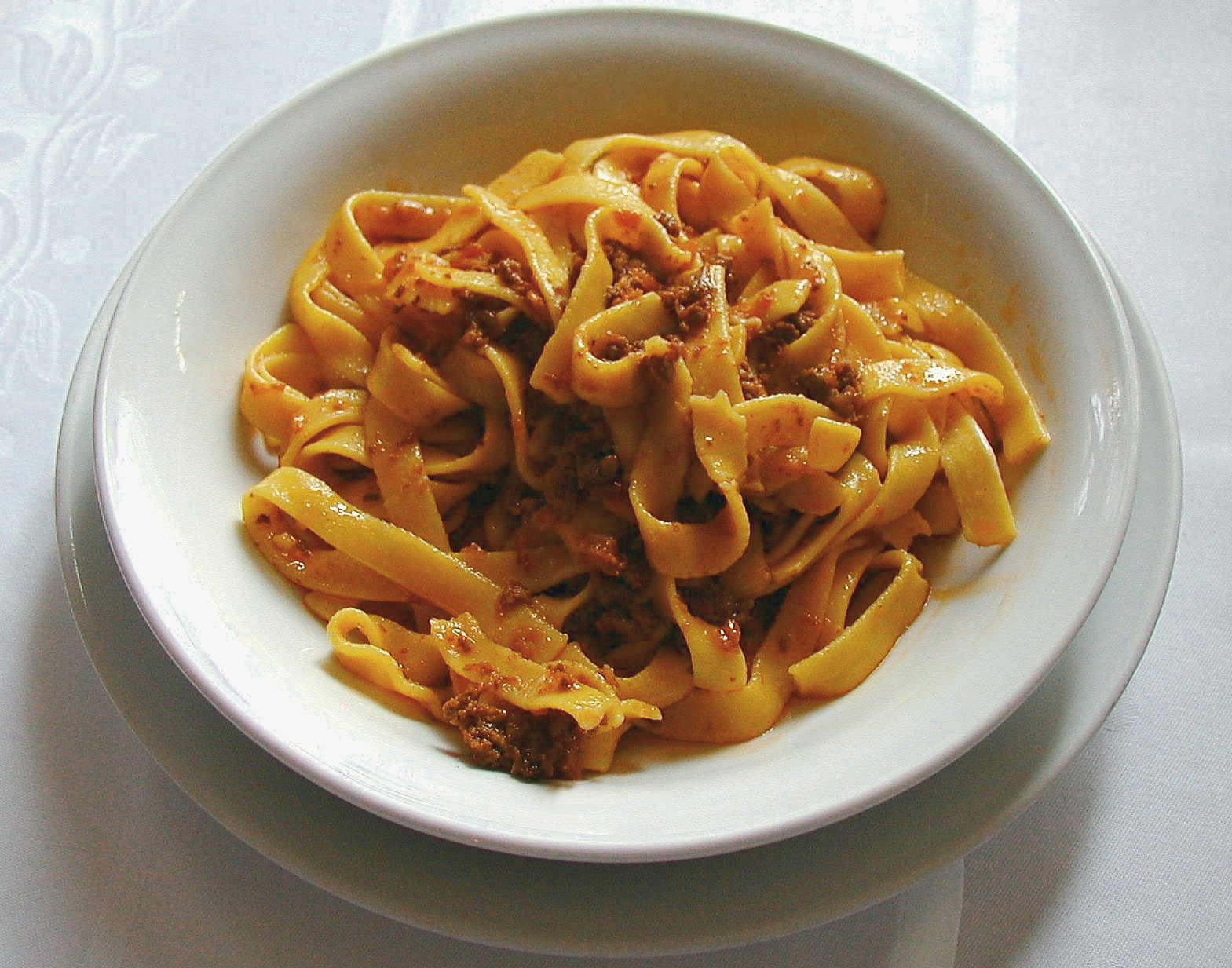
Tagliatelle al ragù.

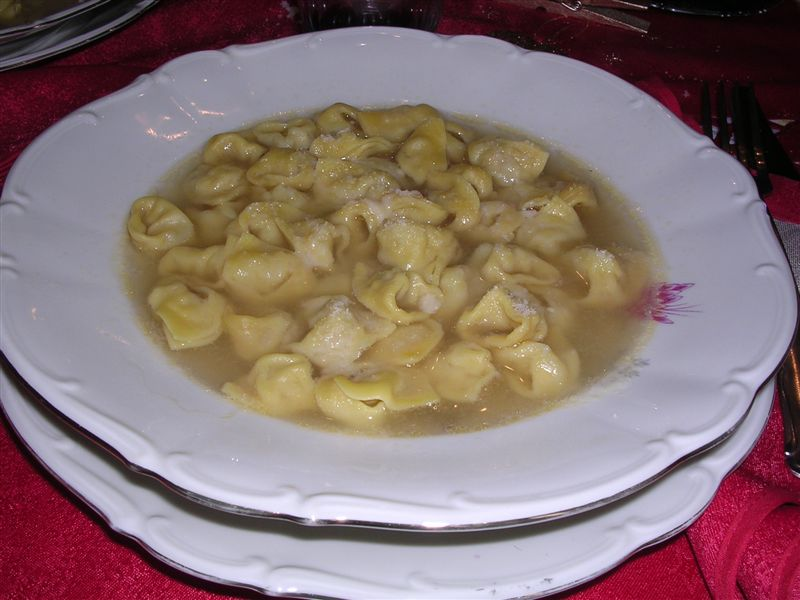
Tortellini in brodo.

- tagliatelle al ragù. Nell'Appennino bolognese vengono preparate con funghi, sugo di cinghiale o lepre.
- gramigna con la salsiccia o salsiccia e panna;
- risotto con le rane
- tortellini in brodo
- tortelloni ripieni di ricotta conditi con burro e salvia o burro e pomodoro
- tortelloni di pasta verde ripieni di ricotta e mascarpone conditi con panna prosciutto e piselli
- maltagliati con i fagioli
- lasagne verdi al forno al ragù
- balanzoni
- zuppa imperiale
- passatelli in brodo
- maccheroni alla bolognese (con ragù bianco)
- strichetti alla bolognese

## Secondi piatti

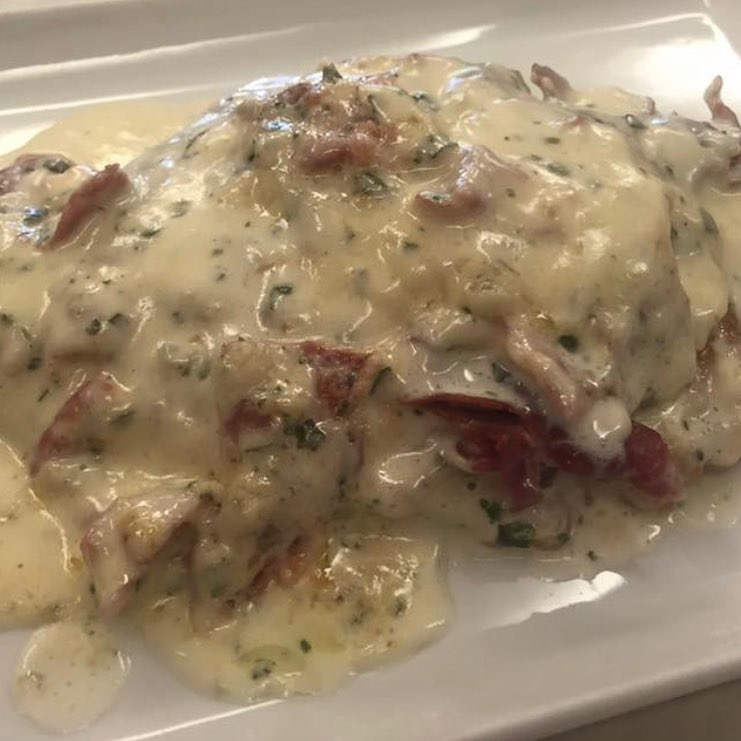
Cotoletta alla bolognese.

- cotoletta o scaloppa alla bolognese detta anche "alla petroniana"
- gran fritto misto alla bolognese
- gran bollito alla bolognese
- rane in umido
- galantina di pollo (o di cappone)
- polpette di carne alla bolognese (in umido con i piselli)
- zucchine ripiene alla bolognese (in umido con ripieno di carne mista)
- polpettone bolognese
- stecchini alla bolognese (o stecchi fritti alla petroniana)
- uccellini scappati
- coratella d'agnello alla bolognese
- agnello fritto alla bolognese
- arrosto morto di pollo alla bolognese
- baccalà alla bolognese

## Contorni
- friggione
- tortino di patate alla bolognese
- salsa verde per bollito o pesce
- mostarda bolognese

## Condimenti
- ragù bolognese
- salamoia bolognese

## Salumi e formaggi
- mortadella
- ciccioli campagnoli
- salame rosa

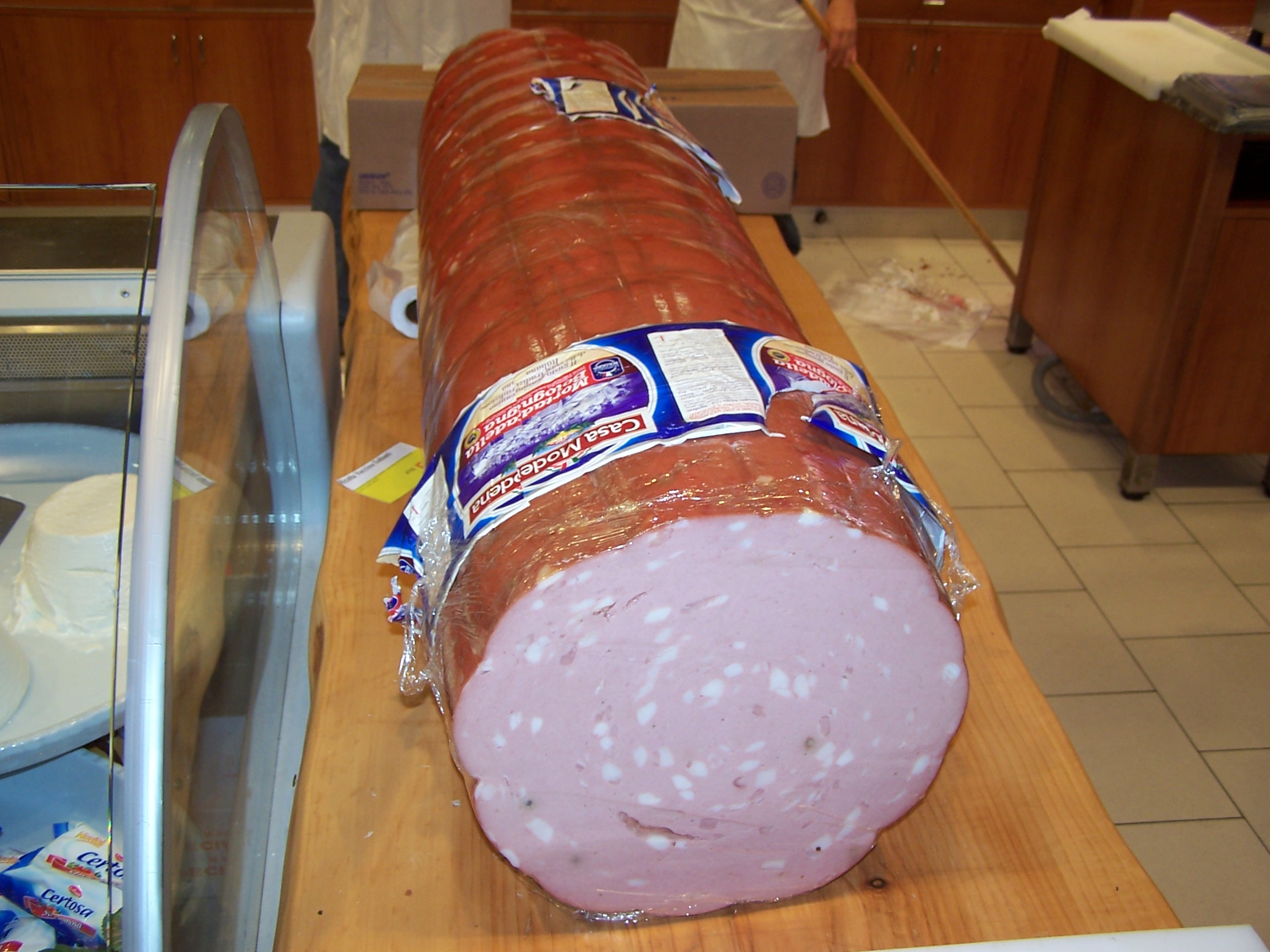
Mortadella

- Squacquerone (sebbene sia originario dei colli romagnoli, al confine con la Provincia bolognese, è un formaggio molle assai diffuso in città)
- pecorino dolce dei colli bolognesi
- Parmigiano Reggiano (una delle zone di produzione del parmigiano è proprio il Bolognese, a ovest del fiume Reno)

## Pane
- crescente bolognese (o crescenta)
- pane casareccio bolognese

## Dolci

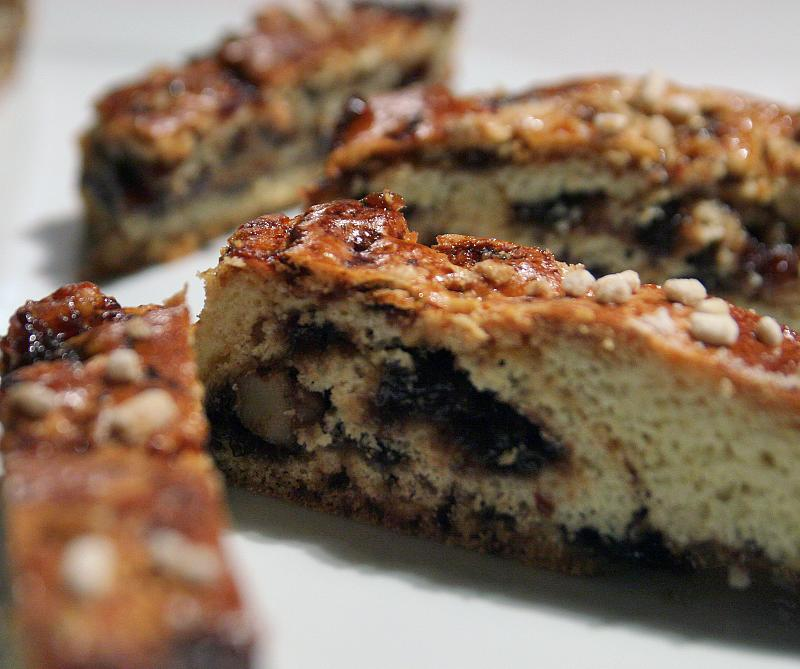
Fette di pinza ripiene di mostarda

- certosino o panspeziale, tipico dolce natalizio
- torta degli addobbi o, comunemente, torta di riso
- pinza ripiena di mostarda
- raviole ripiene di mostarda
- zuppa inglese
- budino fiordilatte
- torta di tagliatelline
- zuccherini (e la loro versione "montanara" dell'Appennino) serviti tradizionalmente ai matrimoni
- sfrappole, tipico dolce di carnevale
- salame di cioccolato
- africanetti o biscotti Margherita di San Giovanni in Persiceto
- mistocchine, dolcetti di farina di castagne un tempo venduti come cibo di strada
- brazadèla (ciambella bolognese)

## Vini
- Pignoletto DOCG
- Barbera dell'Emilia DOC

## Liquori
- Amaro Montenegro

## Prodotti agroalimentari
I prodotti agroalimentari tipici del bolognese comprendono la Patata di Bologna D.O.P., l'Asparago verde di Altedo I.G.P., le Pere dell'Emilia-Romagna I.G.P., il carciofo violetto di San Luca (recentemente oggetto di una ri-valorizzazione), nonché varietà tradizionali oggi a rischio di scomparsa come il cardo di fossa, l'uva angelica, i pomodori ricci e le zucchine chiare bolognesi (usate per preparare le zucchine ripiene).